# Мезьер, Рене д’Анжу, герцогиня де Монпансье
Рене д’Анжу-Мезьер (фр. Renée d'Anjou-Mézières; 21 октября 1550—1597) — французская аристократка, графиня де Сен-Фаржо, дама де Марёй и Вильбон, жена принца крови Франсуа де Бурбона, герцога де Монпансье. Прототип главной героини новеллы мадам де Лафайет «Принцесса де Монпансье» (1662).

## Биография
Рене д’Анжу-Мезьер родилась в 1550 году в семье Никола д’Анжу, барона Мезьера и графа де Сен-Фаржо (с 1567 года — маркиза де Мезьера) и его жены Габриэль де Марёй. Она принадлежала к побочной ветви анжуйских Валуа, представители которой владели землями в Турени. В 1566 году граф де Сен-Фаржо выдал дочь за Франсуа де Бурбона — принца крови, после смерти отца в 1582 году ставшего герцогом де Монпансье и дофином Оверни.
В 1573 году Рене стала матерью Генриха де Бурбона. Единственная дочь последнего Мария де Бурбон-Монпансье стала женой Гастона Орлеанского и матерью Анны де Монпансье, известной как «Великая Мадемуазель».

## В культуре
В 1662 году была опубликована новелла «Принцесса де Монпансье», написанная, как выяснилось позже, мадам де Лафайет. Её действие происходит в правление Карла IX, главная героиня — дочь маркиза де Мезьера по имени Мари, ставшая женой принца де Монпансье. В «Предуведомлении издателя» сообщалось, что «автор ради собственного развлечения описал приключения, от начала до конца выдуманные, и счёл уместным выбрать известные в нашей истории имена, а не воспользоваться вымышленными».